# Il ritorno del vero
Il ritorno del vero è il secondo album in studio del rapper italiano Side Baby, pubblicato il 25 giugno 2021 da Intersuoni.

## Tracce
1. Musica sporca – 1:48
2. Fontanelle e sampietrini – 1:58
3. Mamma – 1:58
4. Tutu – 1:55
5. Multitasking (ft. Ketama126) – 2:48
6. Mic Check – 1:55
7. Slim Shady – 1:58
8. Non parlarmi (ft. Paky) – 2:52
9. Motorola – 2:11
10. Ricordami (ft. Gianni Bismark) – 3:30
11. 2016 – 1:52
12. Baby – 2:28
13. Tatuaggi in faccia – 2:08
14. Nulla (ft. Izi) – 2:42
15. 13 anni – 2:31

## Classifiche

### Classifiche settimanali
| Classifica (2021) | Posizione massima |
| ----------------- | ----------------- |
| Italia            | 19                |